# Szőcs István (író)

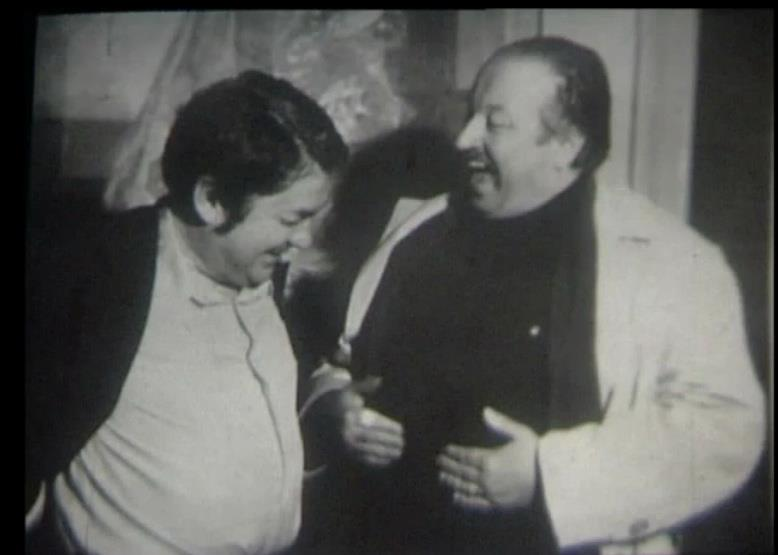
Beke Györggyel (j). Kabán József felvétele

Szőcs István (Marosvásárhely, 1928. augusztus 2. – Kolozsvár, 2020. szeptember 10.) Aranytoll díjas erdélyi magyar író, újságíró, kritikus, műfordító, művelődéstörténész. A Magyar Művészeti Akadémia Irodalmi Tagozatának tagja (2005). Írói álneve Sós Péter. Felesége Márton Ráchel, fia Szőcs Géza.

## Életpályája
Elemi és középfokú tanulmányait szülővárosában, Marosvásárhelyen végezte, a református kollégiumban érettségizett. Felsőfokú tanulmányokat a kolozsvári egyetemen folytatott, 1951-ben pedagógia-lélektan szakos tanári oklevelet szerzett.
Pályáját az Ifjúsági Könyvkiadóban kezdte, 1958 és 1968 közt az Utunk, 1968 és 1989 közt az Előre szerkesztője. 1989-ben vonult nyugdíjba. Az 1990-es évek közepétől a kolozsvári Helikonnál főmunkatárs. Irodalmi és színikritikái, művelődéstörténeti esszéi, nyelvészeti vitacikkei sajátos színt jelentenek az erdélyi magyar irodalomban. Nagy ismeretanyaga és polemizáló hajlama gyakran hozzásegítette a határokon túl élő magyar kisebbséget az értékek mentén való tájékozódáshoz természetesen mindig az adott politikai, társadalmi körülmények közepette. Kétezernél több publicisztikai írása jelent meg a fent említett orgánumokban.
20. századi klasszikus magyar írók (Babits Mihály, Kosztolányi Dezső, Makkai Sándor, Kós Károly stb.) műveit adta közre jegyzetekkel, bevezetésekkel. 2012 novemberében kiderült, hogy a kommunizmus alatt a Securitate beszervezte. Ügynökként „Rusz Péter” fedőnéven jelentett.

## Főbb munkáiból
- Kritikus holdtölte; Ifjúsági, Bukarest, 1965
- Rovarcsapda. Bűnügyi regény; Ifjúsági, Bukarest, 1969
- Üvegfedő. Regény; Dacia, Kolozsvár, 1971
- Délibáb (polemikus pamflet, 1973)
- Más is ember, Kis illemtan; Poligr. Casa Scînteii, Bukarest, 1975 (Előre kiskönyvtára)
- Selyemsárhajó. Művelődéstörténeti tanulmányvázlat; Kriterion, Bukarest, 1979
- Társszerzője Kövi Pál Erdélyi lakoma című szakácskönyvének (1981)
- Antiszumir álláspontok kritikája. "Délibáb"; Szatmári, Garfield, 1984
- Délibáb. Válasz Komoróczy Gézának; Magyar Adorján Baráti Kör, Bp., 1994
- Selyemsárhajó. Művelődéstörténeti tanulmányok; 2. bőv. kiad.; Erdélyi Híradó, Kolozsvár, 1999
- Félrejáró ingák; Pallas-Akadémia, Csíkszereda, 2005 (Bibliotheca Transsylvanica)
- Délibábos ég alatt. Tanulmányok történelmi és nyelvtörténeti hiedelmekről; Pallas-Akadémia, Csíkszereda, 2013

## Díjak, elismerések
- Aranytoll díj (MÚOSZ, 1999)